# Capnocytophaga cynodegmi
Capnocytophaga cynodegmi är en gramnegativ stavformad bakterie som tillhör capnocytophagasläktet. Innan artbeskrivningen fastställts användes arbetsnamnet "DF-2-like" då den vid artbestämninar har varit svår att skilja från C. canimorsus innan molekylärbiologiska metoder fanns allmänt tillgängliga. Bakterien ingår ibland som en del i hundar och kattors normala bakteriemunflora och kan i sällsynta fall orsaka infektion hos människa där hundbett är den vanligaste bakomliggande orsaken.

## Artbeskrivning
C. cynodegmi är en gramnegativ stavbakterier som växer sakta och normalt krävs det 2-5 dygns inkubationstid för att växt skall synas som mycket små kolonier på särskilt anrikade odlingsmedier som agarplattor utan antibiotikatillsats, vilka egentligen är avsedda för odling av gonokocker. Bakterierna kan vid mikroskopi variera i utseende men är ofta lätt spolformade, mot ändarna rundat avsmalnande med 2,5-5,7 µm längd och 0,4-0,6 µm tjocklek. De saknar kapsel, hölje och flageller och är orörliga, men kan på mjuk agar flyta ut i sin längsriktning, så kallad "gliding". Bakterierna är fakultativt anaeroba och kräver 5-10% koldioxid och mättad luftfuktighet för att växa tillfredsställande. Optimal tillväxttemperatur är 35-37°C och tillväxten sker med jäsning av kolhydrater som energikälla och med enkla organiska syror som ättik- och bärnstenssyra som huvudsakliga slutprodukter. Både oxidas- och katalastest är positiva till skillnad från flertalet andra capnocytophagarter.
Antibiotikakänsligheten är inte kartlagd i större omfattning men en undersökning visar på ett par stammar som är resistenta mot ett flertal antibiotika, bland andra de undersökta penicillinerna och cefalosporinerna.

## Artbestämning
Den långsamma tillväxttakten och de svaga och ofta otydliga biokemiska analysresultaten innebär att molekylärbiologiska metoder som 16S rRNA-PCR används för snabb och säker artbestämning.

## Förekomst och epidemiologi
Kännedomen om C. cynodegmi-bakteriens naturliga förekomst är ofullständig, men den förekommer åtminstone av och till som en del i den naturliga munfloran hos rovdjur som hundar och kattor. Det är inte heller kartlagt om det förekommer årstids- eller annan cyklisk variation i djurens bärarskap. Det är också okänt om det finns geografiska skillnader mellan olika områden liksom om djurets föda har betydelse för kolonisering i munnen.
Det är ovanligt att människor insjuknar i infektion som orsakas av C. cynodegmi. Under ett halvår diagnostiserades inom Östergötland ett enda sjukdomsfall där bakterien påvisades i en befolkning på cirka 450 000 invånare.

## Sjukdom hos människa
Den kliniska kunskapen om vilka symtom C. cynodegmi orsakar är mycket begränsad, så exempelvis redovisas i PubMed till dags dato, 2019-09-05, totalt 27 artiklar på sökning "Capnocytophaga cynodegmi" varav ingår rent laboratoriemässiga rapporter, några om djur som blivit sjuka samt spridda rapporter om enstaka sjukdomsfall hos människa. Vid sjukdom finns genomgående uppgift om kontakt med hund eller katt som trolig smittorsak. Inkubationstiden går inte att ange med tillfredsställande säkerhet, men symtomen är framför allt hud- och mjukdelsinfektioner men även allvarliga infektioner inklusive sepsis ingår bland rapporterna. På samma sätt som för C. canimorsus är det små barn, äldre människor samt personer med sviktande immunförsvar, särskilt vid nedsatt eller avsaknad av mjältfunktion, som har ökad risk att insjukna.